# Универзитет МБ
Универзитет МБ је приватни универзитет у Београду. Спроводи основне, мастер и докторске академске студије у три научна поља: друштвено-хуманистичком, техничко-технолошком и уметничком. Оснивачи Универзитета МБ су Пословни и правни факултет и Академија класичног сликарства.

## Историја
Универзитета МБ је најмлађи акредитовани приватни универзитет у Србији. Акредитован је по новом Закону о високом образовању. Дан Универзитета је 31. октобра када је 2020. године на седници Сената донешена Одлука о оснивању Универзитета МБ. Први од факултета у оквиру Универзитета МБ био је Факултет за индустријски менаџмент (данас Пословни и правни факултет) који је основан 23. октобра 2002.
Основни задаци Универзитета МБ јесу да омогући највише академске стандарде и обезбеди стицање знања и вештина у складу са потребама друштва и пројектованим националним развојем. Задаци и циљеви дефинисани су Стратегијом развоја и Стратегијом обезбеђења и унапређења квалитета. Универзитета МБ школује високостручне кадрове за квалитетан и креативан рад, у области менаџмента и бизниса, економских наука, правних наука, безбедности, спорта, електротехничког и рачунарског инжењерства и ликовне уметности на сва три степена студија.
Оснивачи Универзитета МБ (Пословни и правни факултет и Академија класичног сликарства) препознали су разлоге за оснивање Универзитета у складу са приоритетима развоја Србије, потребом за побољшањем квалификационе структуре становништва, развоја струке, науке и уметности и обезбеђеним кадровским, материјалним и просторним условима за реализацију квалитетног високошколског образовања усвојили су основне циљеве Универзитета у складу са циљевима високог образовања који су утврђени Законом.

## Организација
Универзитет МБ чине следећи субјекти:
- Пословни и правни факултет
- Академија класичног сликарства

## Списак студијских програма
| Списак студијских програма            | Стручни назив — Звање                                   |
| ДАС Напредне информационе технологије | Доктор наука — информационе технологије и системи       |
| ДАС Пословни менаџмент                | Доктор наука — менаџмент и бизнис                       |
| ДАС Јавно право                       | Доктор наука — правне науке                             |
| ДАС Класично сликарство               | Доктор уметности — ликовне уметности                    |
| МАС Индустријско економски менаџмент  | Мастер менаџер                                          |
| МАС Информационе технологије          | Мастер инжењер информационих технологија и система      |
| МАС Пословно право                    | Мастер правник                                          |
| МАС Општа економија                   | Мастер економије                                        |
| МАС Безбедност                        | Мастер безбедности                                      |
| МАС Класично сликарство               | Мастер ликовне уметности                                |
| ОАС Информационе технологије          | Дипломирани инжењер информационих технологија и система |
| ОАС Пословни менаџмент                | Дипломирани менаџер                                     |
| ОАС Право                             | Дипломирани правник                                     |
| ОАС Пословна економија                | Дипломирани економиста                                  |
| ОАС Менаџмент у безбедности           | Дипломирани менаџер                                     |
| ОАС Менаџмент у спорту                | Дипломирани менаџер                                     |
| ОАС Класично сликарство               | Ликовни уметник                                         |

## Управа
Рад Универзитета МБ се регулише путем институција Савета Универзитета, Ректорског колегијума, Сената и Наставно научног и Наставно уметничког већа. 
| Милија Богавац              | Председник Универзитета МБ                       |
| Живанка Миладиновић-Богавац | Заменик председника Универзитета МБ              |
| Душан Регодић               | Председник Савета Универзитета МБ                |
| Зоран Бингулац              | Ректор Универзитета Универзитета МБ              |
| Живанка Миладиновић-Богавац | Проректор за наставу Универзитета МБ             |
| Неђа Даниловић              | Проректор за науку Универзитета МБ               |
| Марија Костић               | Проректор за међународну сарадњу Универзитета МБ |
| Александар Пешић            | Декан Пословног и правног факултета (ПФ)         |
| Милан Нешић                 | Декан Академије класичног сликарстава            |
| Александар Матић            | Секретар Универзитета МБ                         |